# Kruškovo Polje
Kruškovo Polje är en ort i Bosnien och Hercegovina.   Den ligger i entiteten Republika Srpska, i den nordöstra delen av landet, 130 km norr om huvudstaden Sarajevo. Kruškovo Polje ligger 90 meter över havet och antalet invånare är 637.
Terrängen runt Kruškovo Polje är mycket platt.Närmaste större samhälle är Gradačac, 14,1 km söder om Kruškovo Polje. 
Trakten runt Kruškovo Polje består till största delen av jordbruksmark. Runt Kruškovo Polje är det ganska tätbefolkat, med 67 invånare per kvadratkilometer.